# Pro Evolution Soccer 2016
Pro Evolution Soccer 2016 або PES 2016 — кросплатформова гра у жанрі футбольного симулятора із серії Pro Evolution Soccer від компанії Konami, є п'ятнадцятою в даній серії ігор. Офіційно гра була анонсована на початку червня 2015 року. На обкладинці зображений Неймар, який виступає одним з головних символів PES.
Азійська версія гри називається — Winning Eleven 2016.

## Ігровий процес
- Розширена система зіткнень — фізичні зіткнення в сучасній грі були реалізовані в PES 2016 зі значно поліпшеною системою тілесної боротьби на полі. Тепер в розрахунок береться безліч факторів, які будуть визначати і створювати унікальні єдиноборства на полі.
- Сила боротьби в повітрі — з новою фізичною системою, боротьба за м'яч у повітрі стала абсолютно новим поліпшенням. Більше того, користувачі самі стануть частиною цього процесу.
- Управління один на один — в PES 2016 управління один на один було значно розширено, завдяки широкому діапазону рухів з існуючим управлінням. Покращений час відгуку, що дозволить маневрувати гравцем навіть у ситуаціях, коли ви загнані в кут. Оновлена система фінтів дозволить вийти зі складної ситуації залишивши захисника позаду. Приміром, ви зможете їх розгойдати так, що вони втратять рівновагу. Ситуації один на один тепер внесуть у гру ще більше напруженості тому що першим поступиться той у кого здадуть нерви швидше.
- Ідеальний захист — щоб збалансувати гру захисні дії також зазнали змін. Виконання підкату в потрібний час у потрібному місці швидко залишить нападаючу сторону без м'яча.
- Інтелектуальна гра — комбінації з використанням 2-3 гравців будуть доступні в покращеній концепції управління стратегії команди, яка буде залежати від типу тактики для всіх команди. Гравці більше не зможуть покладатися на ручне управління між 1-2 гравцями і партнерами по команді, які втікали у вільний простір на полі.
- ID воротаря — в прагненні поліпшити якість і додати неповторну індивідуальність у виконанні, були додані нові воротарські параметри: фіксація м'яча, чистий відбір, спритність падіння і блокування / відбивання. Ці показники допоможуть зорієнтуватися воротареві, як краще діяти в тій чи іншій ситуації, відбивати м'яч убік або фіксувати його в руках.
- Управління святкуванням — вперше у серії після забитого м'яча, гравцем все ще можна керувати, при цьому натискати зазначену кнопку щоб святкувати.

## Вміст гри

### Стадіони
У грі представлено 22 стадіони: 12 ліцензованих і 10 вигаданих.
| Назва стадіону            | Справжнє ім'я | Місцезнаходження        | Домашня арена клубу (-ів)                        |
| ------------------------- | ------------- | ----------------------- | ------------------------------------------------ |
| Арена Корінтіанс          | Ліцензований  | Сан-Паулу               | Корінтіанс                                       |
| Бейра-Ріу                 | Ліцензований  | Порту-Алегрі            | Інтернасьйонал                                   |
| Estádio de Escorpião      | Маракана      | Ріо-де-Жанейро          | Фламенго і Флуміненсе                            |
| Сан-Сіро                  | Ліцензований  | Мілан                   | Інтернаціонале і Мілан                           |
| Санкт-Якоб Парк           | Ліцензований  | Базель                  | Базель                                           |
| Ювентус                   | Ліцензований  | Турин                   | Ювентус                                          |
| KONAMI Stadium            | Вигаданий     | Невідоме місто у Японії |                                                  |
| Мілленіум                 | Ліцензований  | Кардіфф                 | Збірна Уельсу з футболу                          |
| Альянц Арена              | Ліцензований  | Мюнхен                  | Баварія, Мюнхен 1860, Збірна Німеччини з футболу |
| Олд Траффорд              | Ліцензований  | Манчестер               | Манчестер Юнайтед                                |
| Мінейран                  | Ліцензований  | Белу-Оризонті           | Атлетіку Мінейру, Крузейру                       |
| Сісеру Помпеу ді Толеду   | Ліцензований  | Сан-Паулу               | Сан-Паулу, Корінтіанс,Сантос, Палмейрас          |
| Віла Белміра              | Ліцензований  | Сантус                  | Сантос                                           |
| Сайтама 2002              | Ліцензований  | Сайтама                 | Урава Ред Даймондс                               |
| Metropole Arena           | Вигаданий     |                         |                                                  |
| Estadio Del Nuevo Triumfo | Вигаданий     |                         |                                                  |
| Stade de Saggitaire       | Вигаданий     |                         |                                                  |
| Stadio Orione             | Вигаданий     |                         |                                                  |
| Burg Stadion              | Вигаданий     |                         |                                                  |
| Estadio del Martingal     | Вигаданий     |                         |                                                  |
| Rose Park Stadium         | Вигаданий     |                         |                                                  |
| Coliseo de los Deportes   | Вигаданий     |                         |                                                  |

### Ліги
Європа:
- Чемпіонат Футбольної Ліги (вигадані назви, ігрові форми та емблеми клубів, але всі гравці мають ліцензію)
- Французька Ліга 1 (повністю ліцензована)
- Французька Ліга 2 (повністю ліцензована)
- Італійська Серія A (Ліцензоване все крім, назви та логотипу ліги)
- Італійська Серія Б (вигадані назви, ігрові форми та емблеми клубів, але всі гравці мають ліцензію)
- Ередивізі (повністю ліцензована)
- Ла-Ліга (повністю ліцензована)
- Іспанська ліга Аделанте (повністю ліцензована)
- Прімейра-Ліга (ліцензовані тільки Порту, Бенфіка, Спортинг)

Також, крім ліги цих країн додані Кубки і Суперкубки (не ліцензовані).
Південна Америка:
- Прімера Дивізіон   (повністю ліцензована)
- Серія A (повністю ліцензована)
- Прімера Дивізіон (не ліцензована)

Також, крім ліги цих країн додані Кубки і Суперкубки (не ліцензовані).
Азія:
- Японська Джей-Ліга (повністю ліцензована, доступна тільки в японській версії гри)

Інші клуби:
Європа:
- Карабах
- АПОЕЛ
- Гент
- Спарта
- ГІК
- Баварія (Мюнхен)
- Вольфсбург
- Боруссія (Менхенгладбах)
- Олімпіакос
- Панатінаїкос
- Маккабі
- Зеніт (Санкт-Петербург)
- Партизан
- Базель
- Галатасарай
- Динамо (Київ)

Південна Америка:
- Баїя
- Ботафогу
- Крісіума
- Вікторія

Південна Африка:
- Аякс Кейптаун
- Плеже Хорн (вигадана команда)

Збірні: УЄФА:
- Албанія
- Австрія
- Бельгія
- Боснія і Герцоговина
- Болгарія
- Хорватія
- Чехія
- Данія
- Англія
- Франція
- Німеччина
- Греція
- Угорщина
- Ісландія
- Ірландія
- Ізраїль
- Італія
- Латвія
- Нідерланди
- Північна Ірландія
- Норвегія
- Польща
- Португалія
- Румунія
- Росія
- Шотландія
- Сербія
- Словаччина
- Словенія
- Іспанія
- Швеція
- Швейцарія
- Туреччина
- Україна
- Уельс

КАФ:
- Алжир
- Буркіна-Фасо
- Камерун
- Кот-д'Івуар
- Єгипет
- Гана
- Ґвінея
- Малі
- Марокко
- Нігерія
- Сенегал
- ПАР
- Туніс
- Замбія
- Лівія
- Мадагаскар

КОНКАКАФ:
- Коста-Рика
- Гондурас
- Ямайка
- Мексика
- Панама
- США
- Куба
- Панама

КОНМЕБОЛ:
- Аргентина
- Болівія
- Бразилія
- Чилі
- Колумбія
- Еквадор
- Парагвай
- Перу
- Уругвай
- Венесуела
- Французька Гвіана

АФК:
- Австралія
- КНР
- Іран
- Ірак
- Японія
- Йорданія
- Кувейт
- Ліван
- КНДР
- Оман
- Катар
- Саудівська Аравія
- Корея
- Таїланд
- ОАЕ
- Узбекистан
- Нова Зеландія
- Казахстан

### Інші турніри
- Європа: Ліга Чемпіонів УЄФА (головний турнір), Ліга Європи УЄФА (другий турнір), Суперкубок УЄФА (суперкубок)
- Південна Америка: Кубок Лібертадорес (основний турнір), Південноамериканський кубок (другий турнір) і Рекопа Південної Америки (суперкубок)
- Азія: Ліга чемпіонів АФК (основний турнір).
- Світ: Клубний чемпіонат світу з футболу, чемпіонат світу.
- Вигадані ліги для користувацького редагування:
  - PEU League (Європа)
  - PLA League (Південна Америка)
  - PAS League (Азія)

## Відгуки та оцінки критиків
| Агрегатор    | Оцінка                                 |
| ------------ | -------------------------------------- |
| GameRankings | (PS4) 88% (XONE) 84%                   |
| Metacritic   | (PS4) 88/100 (XONE) 85/100 (PC) 79/100 |

| Видання                                  | Оцінка |
| ---------------------------------------- | ------ |
| Eurogamer                                | 9/10   |
| Game Informer                            | 9/10   |
| GameSpot                                 | 9/10   |
| GamesRadar+                              | [ 9 ]  |
| IGN                                      | 9.5/10 |
| Official Xbox Magazine (Велика Британія) | [ 11 ] |

PES 2016 отримала досить непогані відгуки від критиків.    
| Критик                                                     | Оцінка | Коментарі |
| ---------------------------------------------------------- | ------ | --- |
| IGN                                                        | 9.5/10 | «Найкращий футбольний симулятор» |
| GameSpot                                                   | 9/10   | «Повернення короля» |
| Metro                                                      | 9/10   | «Pro Evolution Soccer, нарешті, постала в своїх найкращих проявах і є однією з найбільших спортивних ігор всіх часів» |
| GameStar [Архівовано 19 листопада 2015 у Wayback Machine.] | 88/100 | «PES як і раніше краща ніж ФІФА, але графіка на PC потребує покращення» |
| PC Games [Архівовано 3 липня 2015 у Wayback Machine.]      | 87/100 | "Хоча PC версія вчергове поступається графікою консолям, PES 2016 є одним з найкращих, якщо не найкращим футбольним симулятором за останні 6-7 років. В основному завдяки своєму повністю переробленому геймплею і більш плавним анімаціям. |
| PlayUA                                                     | 80/100 | Pro Evolution Soccer 2016 — чудовий футбольний симулятор, який звабить вас чудовим ігровим процесом, і відштовхне технологічною недосконалістю, проблемами з ліцензіями та багато чим іншим. Але як вже було написано вище, це досі гра про футбол і про те, як у нього грати. Отже, всім шанувальникам віртуального і реального футболу рекомендується придбати цю частину серії (бажано на PS4). Дайте грі шанс, і ви не захочете її залишати. |
| Games.cz [Архівовано 16 листопада 2015 у Wayback Machine.] | 70/100 | «Швидка і динамічна футбольна гра з малою кількістю ліцензій та деякими технічними проблемами» |

## Системні вимоги
У порівнянні з PES 2015 мінімальні системні вимоги не змінилися.  

### Мінімальні системні вимоги
- OS: Windows 10 / 8.1 / 8 / 7 SP1 / Vista SP2
- Processor: Intel Core 2 Duo @ 1.8 GHz (AMD Athlon Ⅱ X2 240 or equivalent processor)
- Memory: 1 GB RAM Graphics: nVidia GeForce 8800 / ATI Radeon X1600 / Intel HD Graphics 3000 or better
- DirectX: Version 9.0c
- Hard Drive: 9 GB available space
- Sound Card: DirectX 9.0c Compatible sound card

### Рекомендовані системні вимоги
- OS: Windows 10 / 8.1 / 8 / 7 SP1 / Vista SP2
- Processor: Intel Core i3 530 (AMD Phenom Ⅱ X4 925 or equivalent processor)
- Memory: 2 GB RAM Graphics: nVidia GeForce GTX 260 / ATI Radeon HD 4850 / Intel HD Graphics 4000 or better
- DirectX: Version 9.0c
- Hard Drive: 9 GB available space
- Sound Card: DirectX 9.0c Compatible sound card